# Baptism (sång)
"Baptism", även känd som Down with the Old Man (Up with the New) är en sång skriven av Mickey Cates, och som skildrar ett troendedop nere vid en flod i östra Texas.
1999 spelades sången in av Kenny Chesney och Randy Travis på albumet Everywhere We Go. och år 2000 spelade Randy Travis in sången som soloist på albumet Inspirational Journey. Soloversionen placerade sig som högst på 75:e plats på USA:s countrylista. 
Randy Travis soloinspelning belönades 2001 med GMA Dove Award i kategorin "Årets countrylåt".
1999 spelades sången också in av Susie Luchsinger på albumet Raised on Faith.

## Listplaceringar

### Randy Travis soloversion
| Lista (2000)       | Topplacering |
| ------------------ | ------------ |
| USA:s countrylista | 75           |

### Fotnoter
1. ↑  ”Randy finds religion: the Christian albums of Randy Travis” (på engelska). My Kind of Country. 27 juni 2011. http://mykindofcountry.wordpress.com/2011/06/27/randy-finds-religion-the-christian-albums-of-randy-travis/. Läst 19 september 2014.
2. ↑  ”Everywhere We Go” (på engelska). Discogs. 11 mars 1999. http://www.discogs.com/Kenny-Chesney-Everywhere-We-Go/release/1869481. Läst 19 september 2014.
3. ↑  ”Inspirational Journey” (på engelska). Discogs. 11 mars 2000. http://www.discogs.com/Randy-Travis-Inspirational-Journey/release/2872420. Läst 19 september 2014.
4. ↑  ”Baptism Duet” (på engelska). Discogs. Arkiverad från originalet den 10 januari 2015. https://web.archive.org/web/20150110211826/http://www.randytravis.com/blog/karley1234/baptism-duet. Läst 19 september 2014.
5. ↑  ”P.O.D., Randy Travis, Mary Mary Up For Dove Awards” (på engelska). MTV. 26 januari 2001. Arkiverad från originalet den 19 april 2016. https://web.archive.org/web/20160419065754/http://www.mtv.com/news/1438569/pod-randy-travis-mary-mary-up-for-dove-awards/. Läst 19 september 2014.
6. ↑  ”Raised on Faith” (på engelska). Allmusic. 11 mars 1999. http://www.allmusic.com/album/raised-on-faith-mw0000247748. Läst 19 september 2014.